# Egyfogú szőröscsiga
Az egyfogú szőröscsiga (Petasina unidentata) Közép-Európában honos, tüdővel lélegző, szárazföldi csigafaj.

## Külseje
A csiga háza 5–6 mm magas, 7–8 mm széles, 6-7 szorosan feltekert kanyarulatból áll. Felülről kerek, oldalról lapos kúp alakú. Színe vörösbarna-szaruszínű, az utolsó kanyarulaton világosabb sávot lehet megfigyelni. A fiatal csiga házát apró szőrök fedik, amik idővel kihullanak. Szájadéka ferde félhold alakú, fehér vagy rózsaszínes alakduzzanattal, amin alul egyetlen fogszerű duzzanat látható. A ház köldöke nagyon szűk.

## Elterjedése
Az egyfogú szőröscsiga elterjedési területe az Alpok keleti részétől a Kárpátokig tart. Ismert hat alfajának elterjedése a következő: 
- Petasina unidentata unidentata (Draparnaud, 1805) – Lengyelország, Németország, Svájc, Liechtenstein, Ausztria, Csehország, Magyarország, Szlovákia, Románia
- Petasina unidentata alpestris (Clessin, 1878) –  Németország, Ausztria
- Petasina unidentata bohemica (Ložek, 1948) – Csehország
- Petasina unidentata carpatica (Poliński, 1929) – Szlovákia
- Petasina unidentata norica (Poliński, 1929) – Németország, Ausztria
- Petasina unidentata subalpestris (Poliński, 1929) – Németország, Svájc, Ausztria, Olaszország

Magyarországon a Bükkből, a Tornai-karsztról, a Pilisből és Kőszeg környékéről ismert. 

## Életmódja
Nedves vagy közepesen száraz hegyvidéki erdőkben a lehullott lomb és kövek alatt él, 500-2000 méterrel a tengerszint fölött. Svájcban 2300 m-ig figyelték meg. Szaporodási időszaka májusban kezdődik.
Magyarországon védett, természetvédelmi értéke 10 000 Ft.

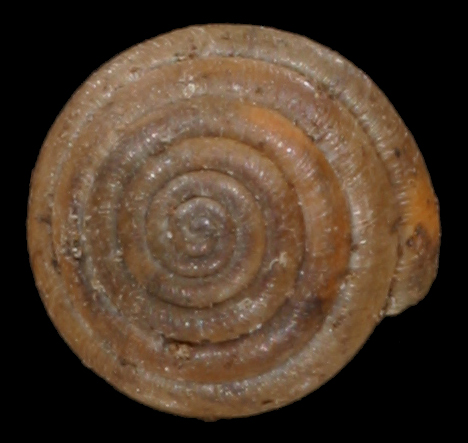
A csiga háza felülről
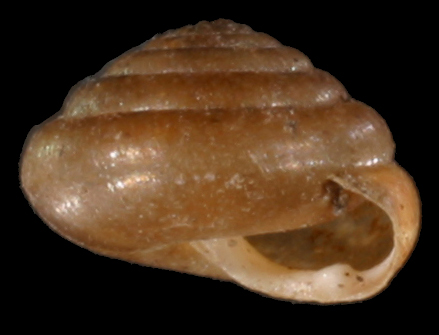
oldalról
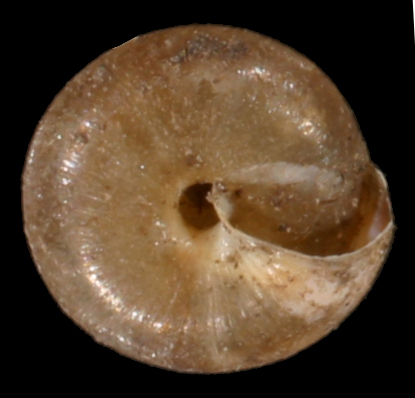
és alulról